# 長沙站 (慶尚北道)
長沙站（：／ Jangsa yeok */?）是東海線沿線的一座鐵路車站，位於韓國慶尚北道盈德郡南亭面長沙里，有無窮花號列車停靠。

## 車站結構
車站為1面2線島式月台的高架車站。

### 月台配置
| ↑ 月浦  |
| １２ \| |
| 江口 ↓  |

| 月台 | 路線   | 目的地         |
| ---- | ------ | -------------- |
| 1    | 東海線 | 月浦、浦項方向 |
| 2    | 東海線 | 江口、盈德方向 |

## 歷史
- 2018年1月26日：開通使用。

## 車站周邊
- 南亭中學校
- 南亭初等學校
- 南亭郵遞局
- 南亭派出所
- 南亭面保健診所
- 南亭面事務所
- 南亭教會

## 圖片

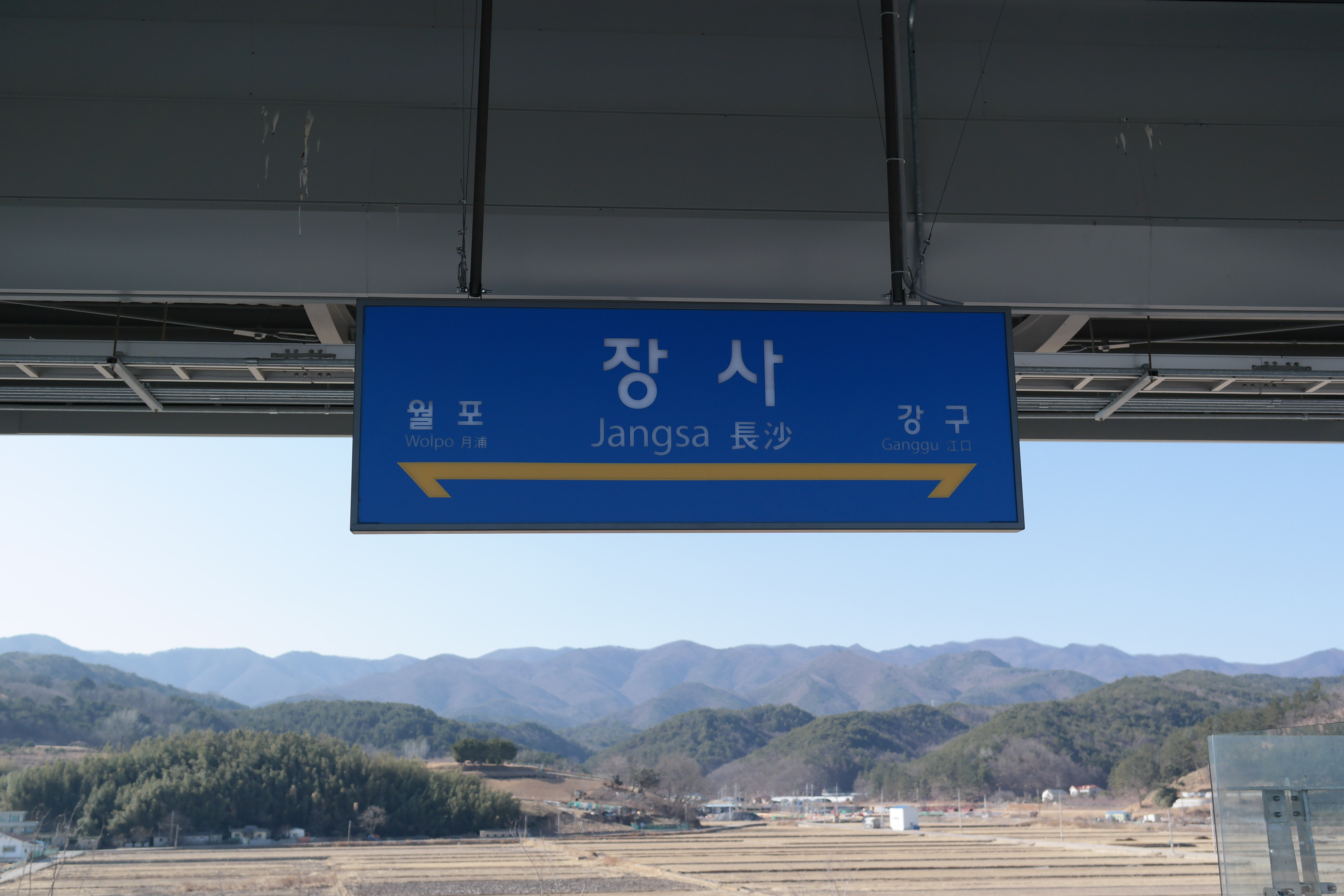
站名牌
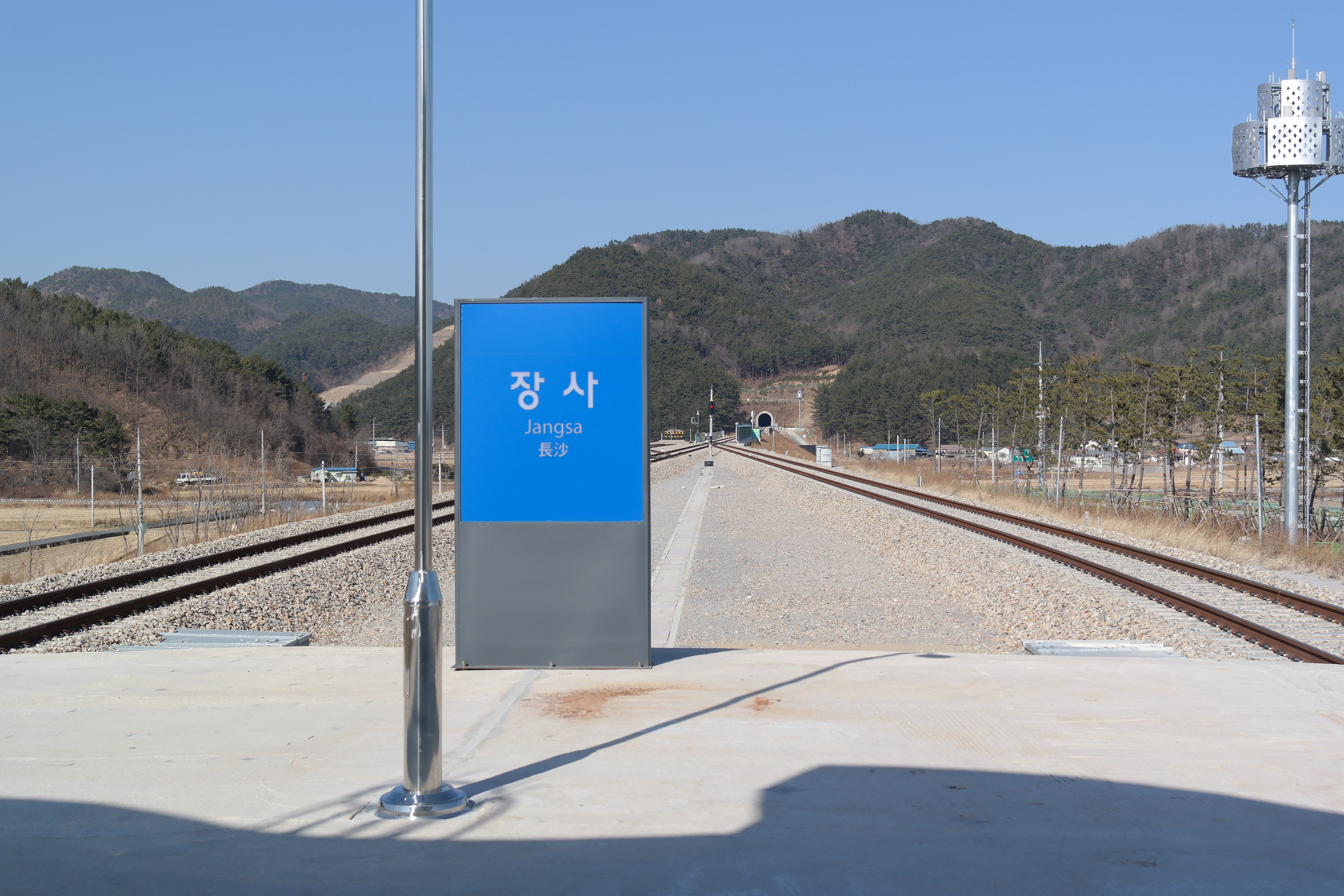
候車月台
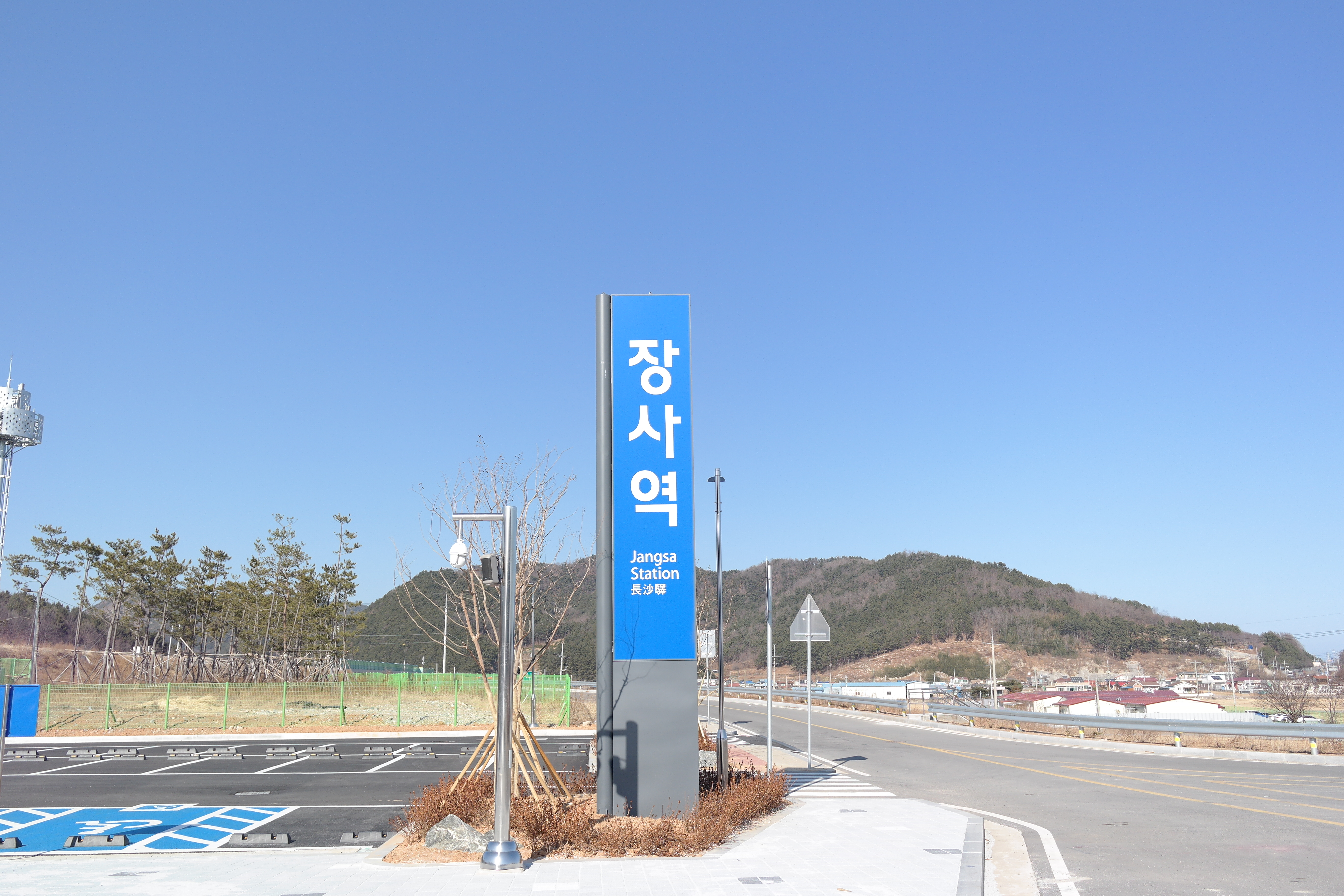
直立站牌

## 相鄰車站
韓國鐵道公社
東海線
月浦－長沙－江口